# Бендер, Драган
Драган Бендер (хорв. Dragan Bender; род. 17 ноября 1997 года в Чаплина, Босния и Герцеговина) — хорватский профессиональный баскетболист, играющий на позициях тяжёлого форварда и центрового. Был выбран на драфте НБА 2016 года под общим 4-м номером. Выступал за национальную сборную Хорватии.

## Профессиональная карьера

### Хорватия (2012—2014)
Бендер начал карьеру в команде «КК Сплит» в 2013 году. В 2014 году подписал годичный контракт с командой «КК Каштела».

### Израиль (2014—2016)
В 2014 году Бендер стал игроком Маккаби (Тель-Авив), подписав семилетний контракт с израильском клубом. В этом же году был отдан в аренду другому израильскому клубу, «Ирони Рамат-Ган».

### Финикс Санз (2016—2019)
23 июня 2016 года на драфте 2016 года был выбран командой «Финикс Санз» под четвёртым номером. Игрок рассматривался как лучший иностранный игрок на драфте, с хорошей бросковой техникой и возможностями для роста в качестве «большого». Стал самым высоким драфтом команды с 1987 года, когда под вторым номером был выбран Армен Гиллиам, а также стал самым высоким пиком для хорватских игроков. 7 июля подписал контракт новичка и присоединился к команде в летней лиге НБА 2016 года. В пяти матчах летней лиги набирал в среднем 8,6 очка, 5,6 подборов, отдавал 1 результативную передачу, совершал 1 перехват и 1 блок-шот в среднем за игру. Несмотря на не очень большую результативность и процент попаданий, скауты высоко оценили игровые качества Драгана. В «Финикс» игрок пришёл с персональным тренером, хорватским специалистом Младаном Сестаном, который практически ежедневно работал с Драганом в течение шести лет. Он продолжил тренировать игрока в дебютном сезоне и готовить к требованиям НБА.
Бендер дебютировал в официальном матче за «Санз» в матче открытия 26 октября 2016 года в матче против «Сакраменто Кингз». Выйдя со скамейки, за 12 минут на площадке набрал 10 очков, забив 4 из 5 бросков с игры, однако команда проиграла со счётом 113-94. В составе «Санз» впервые в истории НБА в том матче находилось сразу три тинейдежера-дебютанта лиги: Девин Букер, Маркес Крисс, а также сам Бендер. Бендер вместе с Букером и Адетокунбо стал первым 18-летним, набравшим 10 очков в матче с начала сезона 2006-07. Повторил свой рекорд (10 очков) он в матче против «Портленда» 8 ноября 2016 года, который его команда проиграла со счётом 124—121. Третий раз в сезоне набрал 10 очков 3 декабря в матче, проигранном «Уорриорз» (138—109). 26 декабря Бендер набрал первый в карьере дабл-дабл, набрав 11 очков и совершив 13 подборов в матче против «Хьюстон Рокетс» («Санз» проиграли со счётом 131—115). 8 февраля 2017 года Бендер пропустил около шести недели из-за операции на лодыжке. Вернулся в строй 2 апреля в матче против «Хьюстона», который для «Санз» стал 12-м поражением подряд.
Сезон 2017-18 Бендер начал с участия в июле 2017 года в Летней лиге НБА. В пяти матчах набирал в среднем 14,2 очка совершал 6 подборов и отдавал 2,4 результативных передач в среднем за игру.

### Милуоки Бакс (2019—2020)
В июле 2019 года Бендер подписал минимальный двухлетний контракт с «Милуоки Бакс». Первый год контракта Бендера был частично гарантирован, но стал полностью гарантированным, когда «Бакс» не отчислили Бендера до 7 января, а второй — негарантированным. 10 февраля 2020 года «Милуоки Бакс» объявили об отчислении Бендера.

### Голден Стэйт Уорриорз (2020)
23 февраля 2020 года «Голден Стэйт Уорриорз» объявили о подписании 10-дневного контракта с Бендером. В первой игре он набрал 13 очков и 9 подборов. Затем он получил второй 10-дневный контракт 5 марта 2020 года. В своей последней игре перед приостановкой сезона НБА в связи с пандемией COVID-19 Бендер набрал 23 очка, реализовав 8 из 12 бросков, и 7 подборов. Бендер стал свободным агентом перед возобновлением сезона в июле.

### Маккаби Тель-Авив (2020—2022)
23 сентября 2020 года Бендер подписал контракт с «Маккаби Тель-Авив», выступающим в израильской баскетбольной высшей лиге и Евролиге.

### Обрадойро (2022—2023)
23 августа 2022 года он подписал контракт с «Обрадойро» из чемпионата Испании по баскетболу.

## Сборная Хорватии
Бендер дебютировал за сборную Хорватии на молодёжном чемпионате мира по баскетболу в 2012 году.

## Достижения
- Чемпион Израиля (2): 2014/2015, 2015/2016

## Статистика

### Статистика в НБА
| Сезон                                                                                    | Команда      | Регулярный сезон | Регулярный сезон | Регулярный сезон | Регулярный сезон | Регулярный сезон | Регулярный сезон | Регулярный сезон | Регулярный сезон | Регулярный сезон | Регулярный сезон | Регулярный сезон | Серия плей-офф | Серия плей-офф | Серия плей-офф | Серия плей-офф | Серия плей-офф | Серия плей-офф | Серия плей-офф | Серия плей-офф | Серия плей-офф | Серия плей-офф | Серия плей-офф |
| Сезон                                                                                    | Команда      | GP               | GS               | MPG              | FG%              | 3P%              | FT%              | RPG              | APG              | SPG              | BPG              | PPG              | GP             | GS             | MPG            | FG%            | 3P%            | FT%            | RPG            | APG            | SPG            | BPG            | PPG            |
| ---------------------------------------------------------------------------------------- | ------------ | ---------------- | ---------------- | ---------------- | ---------------- | ---------------- | ---------------- | ---------------- | ---------------- | ---------------- | ---------------- | ---------------- | -------------- | -------------- | -------------- | -------------- | -------------- | -------------- | -------------- | -------------- | -------------- | -------------- | -------------- |
| 2016/17                                                                                  | Финикс       | 43               | 0                | 13,3             | 35,4             | 27,7             | 36,4             | 2,4              | 0,5              | 0,2              | 0,5              | 3,4              | Не участвовал  | Не участвовал  | Не участвовал  | Не участвовал  | Не участвовал  | Не участвовал  | Не участвовал  | Не участвовал  | Не участвовал  | Не участвовал  | Не участвовал  |
| 2017/18                                                                                  | Финикс       | 82               | 37               | 25,2             | 38,6             | 36,6             | 76,5             | 4,4              | 1,6              | 0,3              | 0,6              | 6,5              | Не участвовал  | Не участвовал  | Не участвовал  | Не участвовал  | Не участвовал  | Не участвовал  | Не участвовал  | Не участвовал  | Не участвовал  | Не участвовал  | Не участвовал  |
| 2018/19                                                                                  | Финикс       | 46               | 27               | 18,0             | 44,7             | 21,8             | 59,3             | 4,0              | 1,2              | 0,4              | 0,5              | 5,0              | Не участвовал  | Не участвовал  | Не участвовал  | Не участвовал  | Не участвовал  | Не участвовал  | Не участвовал  | Не участвовал  | Не участвовал  | Не участвовал  | Не участвовал  |
| 2019/20                                                                                  | Милуоки      | 7                | 0                | 13,0             | 47,6             | 44,4             | 66,7             | 2,9              | 1,3              | 0,0              | 0,7              | 3,7              | Не участвовал  | Не участвовал  | Не участвовал  | Не участвовал  | Не участвовал  | Не участвовал  | Не участвовал  | Не участвовал  | Не участвовал  | Не участвовал  | Не участвовал  |
| 2019/20                                                                                  | Голден Стэйт | 9                | 3                | 21,6             | 43,7             | 32,4             | 72,7             | 5,9              | 2,1              | 0,4              | 0,4              | 9,0              | Не участвовал  | Не участвовал  | Не участвовал  | Не участвовал  | Не участвовал  | Не участвовал  | Не участвовал  | Не участвовал  | Не участвовал  | Не участвовал  | Не участвовал  |
|                                                                                          | Всего        | 187              | 67               | 20,1             | 39,9             | 32,3             | 65,4             | 3,9              | 1,3              | 0,3              | 0,6              | 5,4              | Не участвовал  | Не участвовал  | Не участвовал  | Не участвовал  | Не участвовал  | Не участвовал  | Не участвовал  | Не участвовал  | Не участвовал  | Не участвовал  | Не участвовал  |
| Наведите курсор мыши на аббревиатуры в заголовке таблицы, чтобы прочесть их расшифровку. |              |                  |                  |                  |                  |                  |                  |                  |                  |                  |                  |                  |                |                |                |                |                |                |                |                |                |                |                |

### Статистика в Джи-Лиге
| Сезон                                                                                    | Команда        | Регулярный сезон | Регулярный сезон | Регулярный сезон | Регулярный сезон | Регулярный сезон | Регулярный сезон | Регулярный сезон | Регулярный сезон | Регулярный сезон | Регулярный сезон | Регулярный сезон | Серия плей-офф | Серия плей-офф | Серия плей-офф | Серия плей-офф | Серия плей-офф | Серия плей-офф | Серия плей-офф | Серия плей-офф | Серия плей-офф | Серия плей-офф | Серия плей-офф |
| Сезон                                                                                    | Команда        | GP               | GS               | MPG              | FG%              | 3P%              | FT%              | RPG              | APG              | SPG              | BPG              | PPG              | GP             | GS             | MPG            | FG%            | 3P%            | FT%            | RPG            | APG            | SPG            | BPG            | PPG            |
| ---------------------------------------------------------------------------------------- | -------------- | ---------------- | ---------------- | ---------------- | ---------------- | ---------------- | ---------------- | ---------------- | ---------------- | ---------------- | ---------------- | ---------------- | -------------- | -------------- | -------------- | -------------- | -------------- | -------------- | -------------- | -------------- | -------------- | -------------- | -------------- |
| 2019/20                                                                                  | Висконсин Херд | 13               | 13               | 28,8             | 50,5             | 38,4             | 79,4             | 8,9              | 2,2              | 0,6              | 1,7              | 20,5             | Не участвовал  | Не участвовал  | Не участвовал  | Не участвовал  | Не участвовал  | Не участвовал  | Не участвовал  | Не участвовал  | Не участвовал  | Не участвовал  | Не участвовал  |
|                                                                                          | Всего          | 13               | 13               | 28,8             | 50,5             | 38,4             | 79,4             | 8,9              | 2,2              | 0,6              | 1,7              | 20,5             | Не участвовал  | Не участвовал  | Не участвовал  | Не участвовал  | Не участвовал  | Не участвовал  | Не участвовал  | Не участвовал  | Не участвовал  | Не участвовал  | Не участвовал  |
| Наведите курсор мыши на аббревиатуры в заголовке таблицы, чтобы прочесть их расшифровку. |                |                  |                  |                  |                  |                  |                  |                  |                  |                  |                  |                  |                |                |                |                |                |                |                |                |                |                |                |

### Статистика в других лигах
| Сезон | Команда                    | Лига                 | GP  | GS | MPG  | FG%  | 3P%  | FT%  | RPG  | APG | SPG | BPG | PFL | TOV | PPG  |
| --- | -------------------------- | -------------------- | --- | -- | ---- | ---- | ---- | ---- | ---- | --- | --- | --- | --- | --- | ---- |
| 2012/13 | Все клубы                  | Все лиги             | 6   | 4  | 21,5 | 41,7 | 12,5 | 60,0 | 5,0  | 1,2 | 0,8 | 1,5 | 1,7 | 1,7 | 4,0  |
| 2012/13 | Сплит (мол.)               | Турнир в Оспиталете  | 4   | 4  | 30,7 | 40,9 | 14,3 | 75,0 | 7,3  | 1,8 | 1,3 | 2,3 | 2,3 | 2,5 | 5,5  |
| 2012/13 | Сплит                      | Чемпионат Хорватии   | 2   | 0  | 3,0  | 50,0 | 0,0  | 0,0  | 0,5  | 0,0 | 0,0 | 0,0 | 0,5 | 0,0 | 1,0  |
| 2014/15 | Маккаби (Тель-Авив) (мол.) | Турнир в Риме        | 4   | 4  | 30,6 | 43,0 | 26,7 | 76,9 | 10,8 | 3,0 | 1,8 | 1,3 | 2,5 | 3,3 | 23,0 |
| 2015/16 | Все клубы                  | Все лиги             | 38  | 3  | 12,9 | 42,3 | 33,8 | 71,9 | 2,5  | 0,7 | 0,5 | 0,8 | 2,3 | 0,6 | 4,4  |
| 2015/16 | Маккаби (Тель-Авив)        | Чемпионат Израиля    | 28  | 3  | 14,5 | 46,6 | 36,9 | 73,3 | 3,0  | 0,8 | 0,6 | 0,9 | 2,7 | 0,6 | 5,5  |
| 2015/16 | Маккаби (Тель-Авив)        | Евролига             | 7   | 0  | 10,5 | 33,3 | 25,0 | 50,0 | 1,4  | 0,6 | 0,3 | 0,4 | 1,1 | 0,6 | 2,1  |
| 2015/16 | Маккаби (Тель-Авив)        | Кубок Европы         | 3   | 0  | 4,1  | 0,0  | 0,0  | -    | 0,7  | 0,0 | 0,0 | 0,7 | 1,0 | 0,0 | 0,0  |
| 2020/21 | Все клубы                  | Все лиги             | 54  | 19 | 18,7 | 48,7 | 32,6 | 78,3 | 4,1  | 1,0 | 0,5 | 0,8 | 2,3 | 0,9 | 7,0  |
| 2020/21 | Маккаби (Тель-Авив)        | Евролига             | 34  | 16 | 19,1 | 47,6 | 34,5 | 77,3 | 3,9  | 0,7 | 0,4 | 0,5 | 2,4 | 1,1 | 6,6  |
| 2020/21 | Маккаби (Тель-Авив)        | Чемпионат Израиля    | 20  | 3  | 18,1 | 50,5 | 29,6 | 79,5 | 4,4  | 1,5 | 0,5 | 1,2 | 2,1 | 0,7 | 7,8  |
| 2022/23 | Обрадойро                  | Чемпионат Испании    | 10  | 8  | 23,0 | 52,7 | 45,7 | 76,0 | 6,6  | 0,6 | 0,8 | 1,1 | 2,6 | 2,6 | 17,2 |
| Всего | Всего                      | Всего                | 112 | 38 | 17,7 | 47,0 | 33,7 | 76,0 | 4,1  | 0,9 | 0,6 | 0,9 | 2,3 | 1,1 | 7,5  |
| В Евролиге | В Евролиге                 | В Евролиге           | 41  | 16 | 17,7 | 46,3 | 33,7 | 76,1 | 3,5  | 0,7 | 0,4 | 0,5 | 2,1 | 1,0 | 5,9  |
| В чемпионате Израиля | В чемпионате Израиля       | В чемпионате Израиля | 48  | 6  | 16,0 | 48,4 | 33,6 | 76,8 | 3,6  | 1,1 | 0,6 | 1,0 | 2,4 | 0,6 | 6,4  |
| Наведите курсор мыши на аббревиатуры в заголовке таблицы, чтобы прочесть их расшифровку Статистика приведена с сайта basketball.realgm.com |                            |                      |     |    |      |      |      |      |      |     |     |     |     |     |      |